# Jacobus Typotius
Jacobus Typotius (1540, Bruggy, někdy nesprávně uváděno Diest – 1601, Praha) byl vlámský humanista a dvorní historik císaře Rudolfa II. Jeho nejznámějším dílem je druhý svazek heraldické knihy symbolů a emblémů (Symbola divina et humana Pontificum, Imperatorum, Regum), která poprvé vyšla v Praze roku 1601.
Rytiny v knize vytvořil Aegidius Sadeler

## Život
Jacobus se narodil jako nejmladší syn smirčího soudce v Bruggách Michiela Typotia. Svá studia zahájil na univerzitě v Lovaň na filozofické fakultě pod vedením učitele Cornelia Valeria a později studoval na právnické fakultě. Studia práv pokračoval v Itálii a následně odešel do Würzburgu. Účel jeho pobytu zde je nejasný. Po odchodu z Würzburgu vstoupil do služeb švédského krále Jana III., u kterého pracoval jako tajemník pro zahraniční korespondenci u královské kanceláře. Kvůli neautorizované korenspondenci, kterou chtěl Typotius zabránit další spolupráci Švédska se Španělskem a Římem, byl v roce 1579 uvězněn za neposlušnost a zradu. Ve vězení zůstal až do smrti Jana III. v roce 1592. Na krátko se vrátil ke švédskému královskému dvoru, když na trůn nastoupil Janův syn Zikmund, ale už v roce 1597 odešel ze Švédska do Německa. Pravděpodobně díky jeho známosti se Zikmundovou ženou, královnou Annou Habsburskou, se dostal na císařský dvůr Rudolfa II. v Praze, kde zůstal až do své smrti.